# Tramlijn Goes - Hoedekenskerke - Goes
De tramlijn Goes - Hoedekenskerke - Goes was een tramlijn op Zuid-Beveland. Het was een van de drie lijnen die in 1927 werden geopend door de Spoorweg-Maatschappij Zuid-Beveland. Het gedeelte tussen 's-Heer Arendskerke en Nieuwdorp werd in 1966 onderdeel van de Oude Sloelijn, de goederenspoorlijn naar de Sloehaven; het gedeelte tussen Oudelande en Goes werd in 1971 in gebruik genomen door de Stoomtrein Goes - Borsele.
Deze lijn werd ook wel de Ringlijn genoemd.

## Zie ook

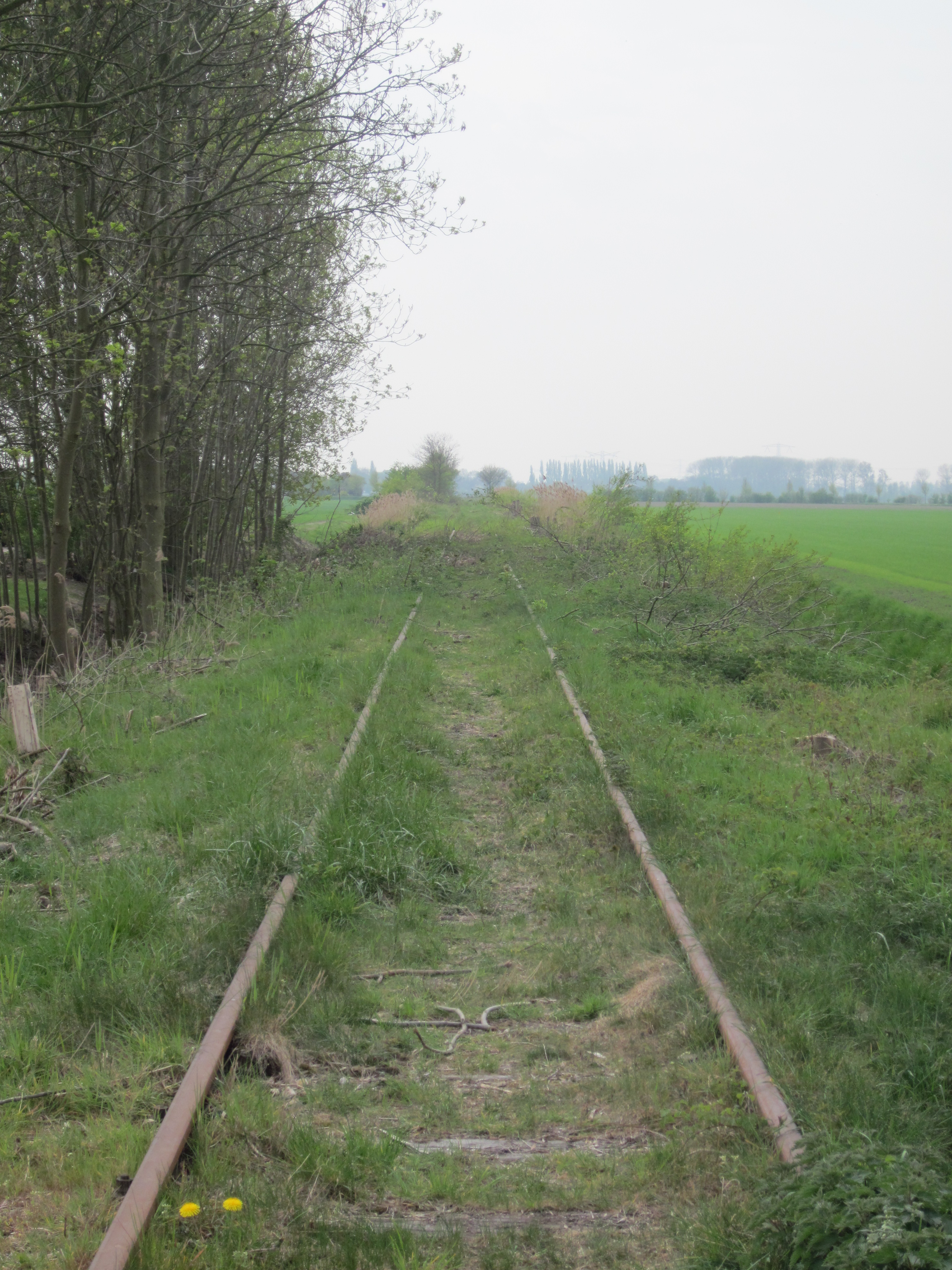
Het deel van de lijn tussen Baarland en Oudelande wordt enkel bereden door werktreinen.